# Wilfried Sock
Wilfried Sock (né le 2 juin 1944 à Weißwasser) est un joueur professionnel allemand de hockey sur glace.

## Carrière
Wilfried Sock intègre l'équipe d'Allemagne de l'Est le 16 novembre 1963. Au championnat du monde 1965, il marque un but contre la Norvège. Il participe aux Jeux olympiques de 1968.